# Giocatori che hanno passato 500 yard in una singola partita della NFL
Passare per oltre 500 yard in una singola partita è un avvenimento molto raro nella National Football League. Norm Van Brocklin dei Los Angeles Rams fu il primo giocatore a compiere questa impresa, passando 500 yard nel 1951 e tutt'oggi è anche colui che detiene il record di tutti i tempi per il maggior numero di yard passate in un singolo incontro nella NFL. L'ultima volta che un giocatore ha raggiunto questa cifra è stata il 4 febbraio 2018 nel corso del Super Bowl LII quando Tom Brady dei New England Patriots passò 505 yard, un record NFL nei playoff.
Le uniche quattro stagioni in cui più di un giocatore passò almeno 500 yard furono il 2011, il 2012 il 2015 e il 2017. Ben Roethlisberger ha compiuto tale impresa per tre volte in carriera, il massimo di sempre, mentre Drew Brees e Tom Brady sono gli unici altri quarterback ad esservi riusciti più di una volta. Tre dei giocatori vestivano al momento della loro impresa l'uniforme dei New York Giants che sono la franchigia meglio rappresentata in tale ambito, seguiti a quota due dai Los Angeles Rams, unica altra squadra ad aver avuto più di un giocatore capace di passare per più di 500 yard.

## Giocatori che hanno passato 500 yard nella NFL

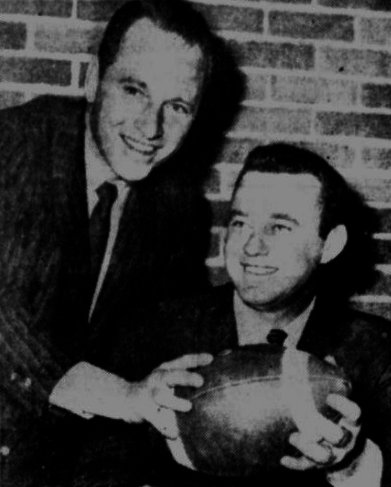
Norm Van Brocklin è il leader di tutti i tempi per yard passate in una partita.

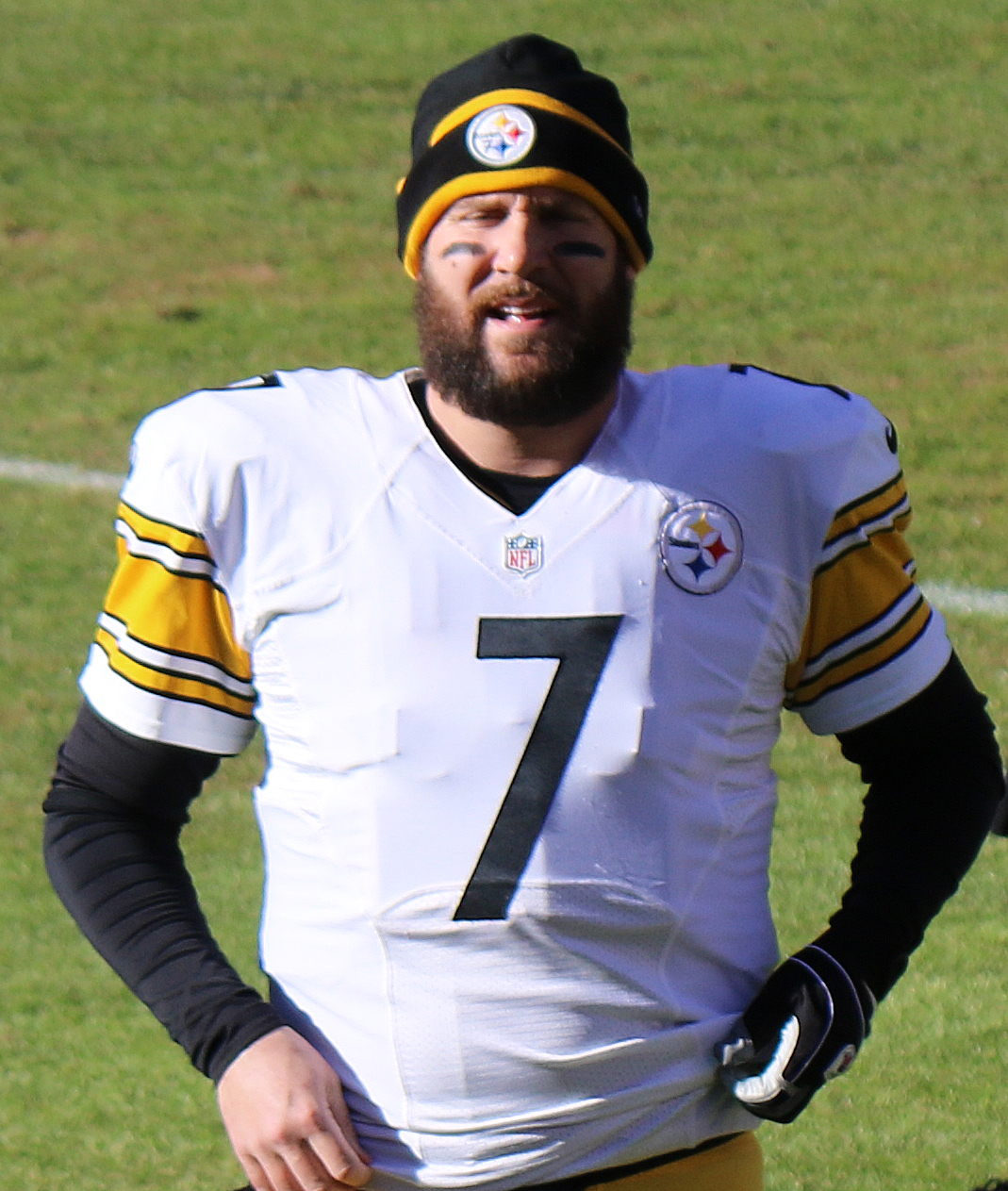
Ben Roethlisberger è stato il primo giocatore ad avere passato 500 yard in più di una partita ed è l'unico ad esservi riuscito per quattro volte

Legenda
|   | Indotto nella Pro Football Hall of Fame                               |
|   | Non ancora eleggibile per l'induzione nella Pro Football Hall of Fame |
| † | Record NFL di tutti i tempi per yard passate                          |
| ‡ | Risultato conseguito ai supplementari                                 |

| Stagione | Giocatore              | Data              | Squadra              | Partita                                      | Yard |
| -------- | ---------------------- | ----------------- | -------------------- | -------------------------------------------- | ---- |
| 1951     | Norm Van Brocklin      | 28 settembre 1951 | Los Angeles Rams     | Los Angeles Rams vs. New York Yanks          | 554† |
| 1962     | Y.A. Tittle            | 28 ottobre 1962   | New York Giants      | New York Giants vs. Washington Redskins      | 505  |
| 1982     | Vince Ferragamo        | 26 dicembre 1982  | Los Angeles Rams     | Los Angeles Rams vs. Chicago Bears           | 509  |
| 1985     | Phil Simms             | 13 ottobre 1985   | New York Giants      | New York Giants vs. Cincinnati Bengals       | 513  |
| 1988     | Dan Marino             | 23 ottobre 1988   | Miami Dolphins       | Miami Dolphins vs. New York Jets             | 521  |
| 1990     | Warren Moon            | 16 dicembre 1990  | Houston Oilers       | Houston Oilers vs. Kansas City Chiefs        | 527  |
| 1996     | Boomer Esiason         | 10 novembre 1996  | Arizona Cardinals    | Arizona Cardinals vs. Washington Redskins    | 522‡ |
| 2000     | Elvis Grbac            | 5 novembre 2000   | Kansas City Chiefs   | Kansas City Chiefs vs. Oakland Raiders       | 504  |
| 2006     | Drew Brees             | 19 novembre 2006  | New Orleans Saints   | New Orleans Saints vs. Cincinnati Bengals    | 510  |
| 2009     | Ben Roethlisberger     | 20 dicembre 2009  | Pittsburgh Steelers  | Pittsburgh Steelers vs. Green Bay Packers    | 503  |
| 2011     | Tom Brady              | 12 settembre 2011 | New England Patriots | New England Patriots vs. Miami Dolphins      | 517  |
| 2011     | Matthew Stafford       | 1º gennaio 2012)  | Detroit Lions        | Detroit Lions vs. Green Bay Packers          | 520  |
| 2012     | Eli Manning            | 16 settembre 2012 | New York Giants      | New York Giants vs. Tampa Bay Buccaneers     | 510  |
| 2012     | Matt Schaub            | 18 novembre 2012  | Houston Texans       | Houston Texans vs. Jacksonville Jaguars      | 527‡ |
| 2013     | Tony Romo              | 6 ottobre 2013    | Dallas Cowboys       | Dallas Cowboys vs. Denver Broncos            | 506  |
| 2014     | Ben Roethlisberger (2) | 26 ottobre 2014   | Pittsburgh Steelers  | Pittsburgh Steelers vs. Indianapolis Colts   | 522  |
| 2015     | Philip Rivers          | 18 ottobre 2015   | San Diego Chargers   | San Diego Chargers vs. Green Bay Packers     | 503  |
| 2015     | Drew Brees (2)         | 1º novembre 2015  | New Orleans Saints   | New York Giants vs. New Orleans Saints       | 505  |
| 2016     | Matt Ryan              | 2 ottobre 2016    | Atlanta Falcons      | Atlanta Falcons vs. Carolina Panthers        | 503  |
| 2016     | Derek Carr             | 30 ottobre 2016   | Oakland Raiders      | Oakland Raiders vs. Tampa Bay Buccaneers     | 513‡ |
| 2017     | Ben Roethlisberger (3) | 10 dicembre 2017  | Pittsburgh Steelers  | Pittsburgh Steelers vs. Baltimore Ravens     | 506  |
| 2017     | Tom Brady (2)          | 4 febbraio 2018   | New England Patriots | Philadelphia Eagles vs. New England Patriots | 505  |
| 2019     | Jared Goff             | 29 settembre 2019 | Los Angeles Rams     | Tampa Bay Buccaneers vs Los Anegles Rams     | 517  |
| 2020     | Dak Prescott           | 4 ottobre 2020    | Dallas Cowboys       | Dallas Cowboys vs Cleveland Browns           | 502  |
| 2020     | Ben Roethlisberger (4) | 10 gennaio 2021   | Pittsburgh Steelers  | Pittsburgh Steelers vs Cleveland Browns      | 501  |
| 2020     | Joe Burrow             | 26 gennaio 2021   | Cincinnati Bengals   | Cincinnati Bengals vs Baltimore Ravens       | 525  |
| 2024     | Kirk Cousins           | 3 ottobre 2024    | Atlanta Falcons      | Atlanta Falcons vs Tampa Bay Buccaneers      | 509  |